# Bocchetto di Sessera
Il Bocchetto Sessera (o semplicemente Bocchetto Sessera, Bochet ëd Séssera in piemontese) è un valico alpino delle Alpi Biellesi situato in Provincia di Biella e che collega il Biellese centrale, ed in particolare la valle dello Strona di Mosso, con la Val Sessera. Il colle si apre tra il Monte Marca (1.558 m) e il Monticchio (1.697 m). Amministrativamente si colloca al confine tra i comuni di Tavigliano e di Callabiana.

## Descrizione
Bocchetto Sessera presenta un notevole interesse geologico perché vi transita la Linea Insubrica, un'importante linea di discontinuità nella crosta terrestre che separa geologicamente la catena principale delle Alpi dalle cosiddette Alpi calcaree meridionali. Poco a sud del colle si trovano le sorgenti del Torrente Strona di Mosso. 

### Accesso
Il valico è raggiungibile in auto da Trivero per la ex Strada statale 232 Panoramica Zegna, poi Strada Regionale 232 Panoramica Zegna (SR 232) e infine Strada Provinciale 232 Panoramica Zegna (SP 232). Il collegamento tra il Bocchetto e la Valle Cervo è invece assicurato dalla SP n. 115 denominata anch'essa Panoramica Zegna (tronco Bocchetto Sessera - Valmosca).
Dal colle partono varie piste sterrate che si inoltrano in Valle Sessera la più lunga delle quali raggiunge la Bocchetta della Boscarola. Per sentiero può essere agevolmente raggiunto da Pratetto di Tavigliano o dalla borgata Cerale di Camandona, passando per il Santuario del Mazzucco.

### Geodesia
In corrispondenza del valico si trova un punto geodetico della rete IGM95 dell'IGM, materializzato sul posto da un centrino metallico infisso su un muretto di contenimento a lato strada catalogato con il numero 093090-1 dalla Regione Piemonte e denominato Bocchetta Di Sessera (cod. 043625).

## Storia e aspetti ambientali

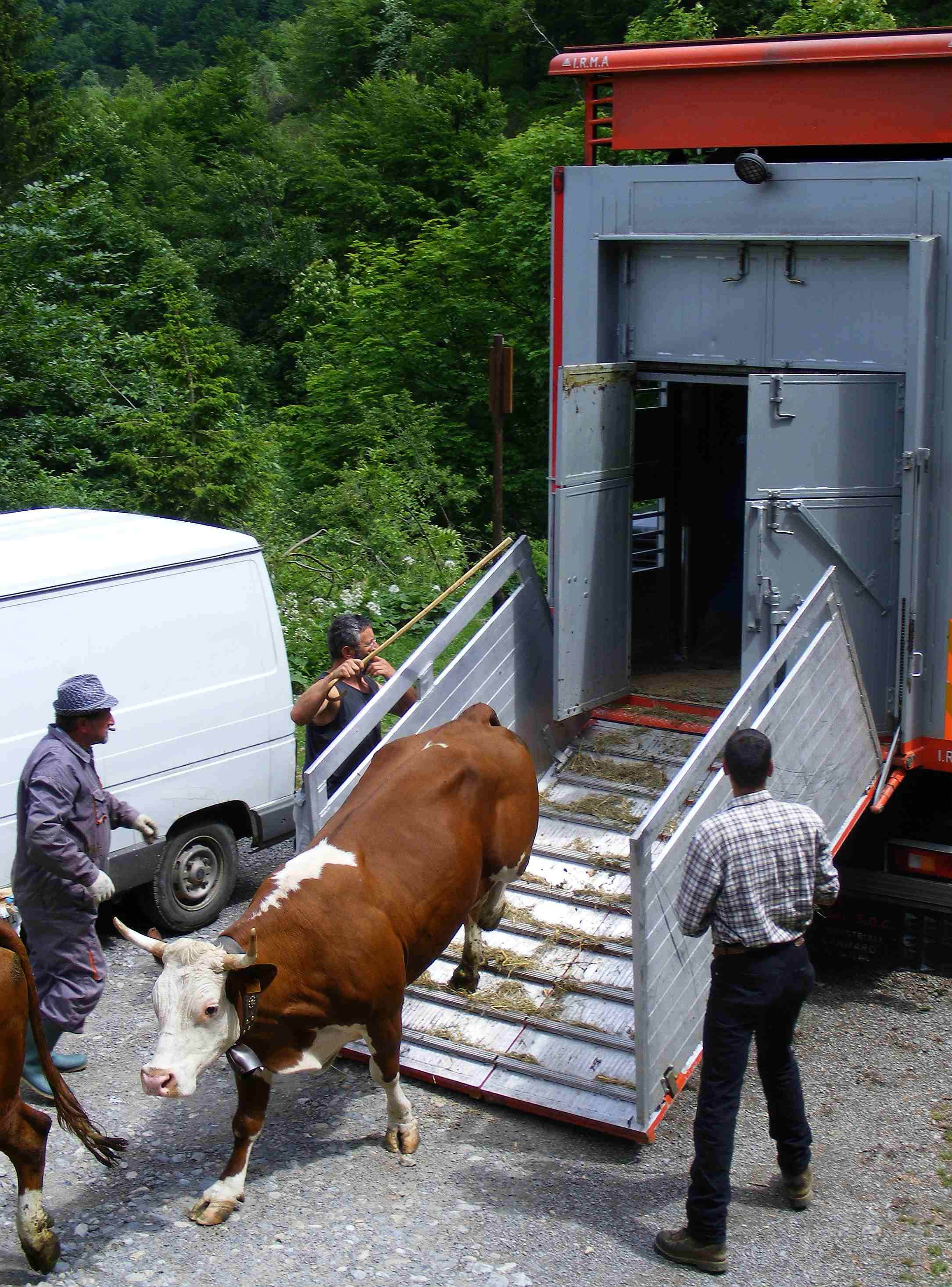
Il Bocchetto di Sessera è uno dei passaggi obbligati per la transumanza tra il Biellese centrale e l'alta Valsessera

Luogo dolciniano (monte Rubello, presso la vicina Trivero), per il Bocchetto di Sessera transitava la via (tuttora in parte utilizzata) che allevatori biellesi percorrevano durante l'annuale transumanza verso i pascoli dell'alta Val Sessera.
La zona ha avuto una notevole importanza durante la Resistenza; in particolare attorno al colle operarono nell'inverno 1944 i partigiani del "Bandiera", una brigata garibaldina che prendeva il nome dai patrioti italiani Fratelli Bandiera.
Nei pressi del valico è localizzata l'unica stazione di origine certamente naturale di un rarissimo endemismo animale, il coleottero carabide Carabus olympiae Sella.
Anche per questo la zona è stata inclusa nell'Oasi Zegna, nata nel 1993 per tutelare e valorizzare l'area montana compresa tra Trivero e il Monte Bo.

## Sci e escursionismo

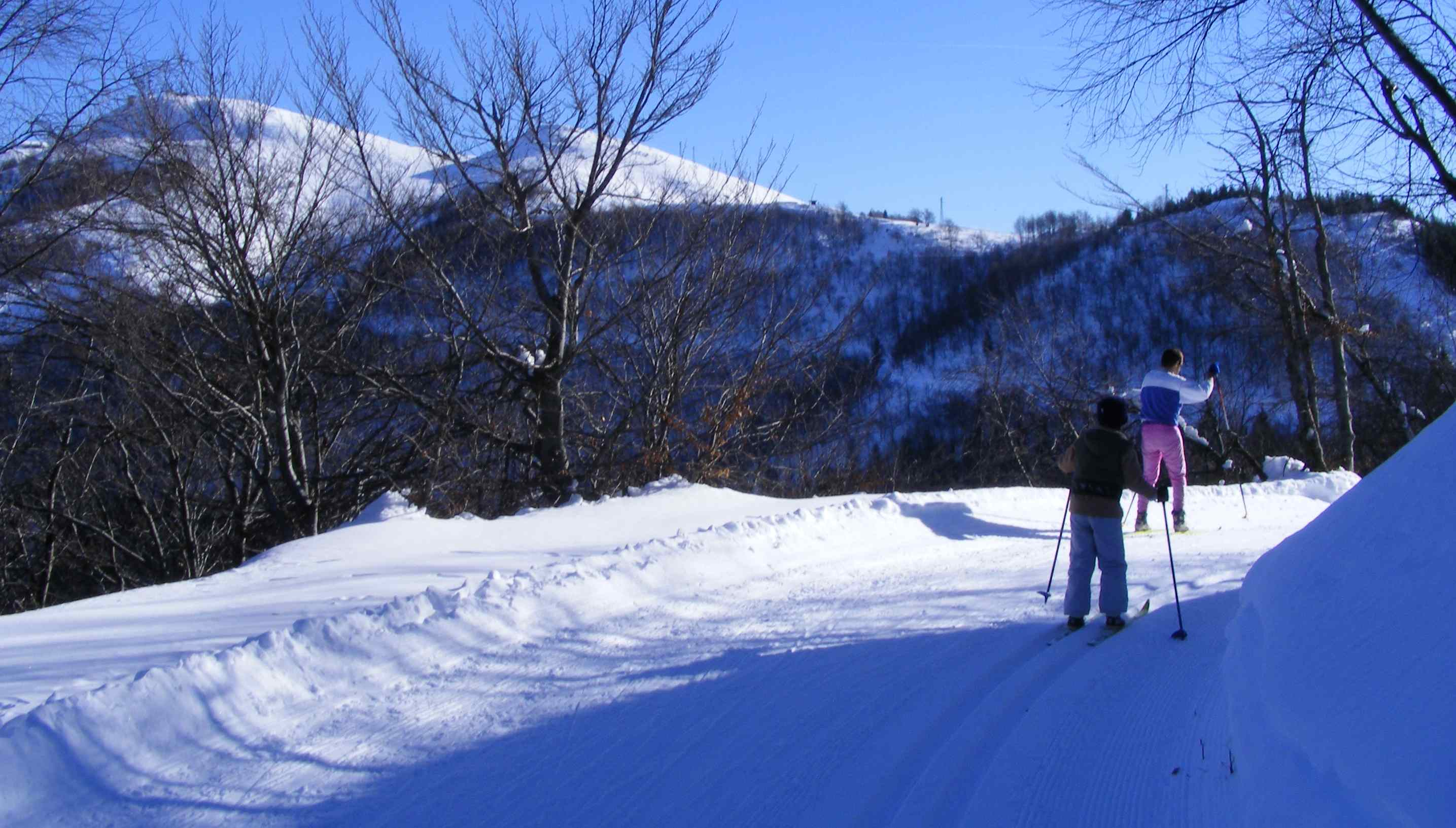
Una delle piste di fondo che partono dal Bocchetto di Sessera

Dal Bocchetto di Sessera si accede ad una interessante rete di piste di fondo che si dipartono a raggiera sul versante che guarda la Valsessera, con esposizione a Nord e dove quindi la neve, nonostante la quota relativamente bassa, tende a durare più a lungo che sui pendii rivolti verso la pianura.
Negli inverni più nevosi si può anche superare il Sessera e dirigersi, sulla sinistra idrografica dello stesso, verso la Bocchetta della Boscarola e l'Alpe di Mera.
Tra i numerosi percorsi escursionistici della zona uno dei più frequentati è quello che percorre verso ovest il crinale Strona-Sessera salendo prima al Monticchio e poi alla Cima del Bonom per dirigersi infine verso il Monte Bo, facendosi progressivamente più impervio e alpinistico.
Numerose anche le possibilità di escursioni in MTB lungo le piste sterrate che scendono in Val Sessera

## Strutture ricettive
- Bar Ristorante Bocchetto di Sessera